# Dorothy Pérez Gutiérrez
Dorothy Aurora Pérez Gutiérrez (Santiago, 3 de marzo de 1976) es una abogada, jurista y académica chilena. Desde el 6 de noviembre de 2024, se desempeña como Contralora General de la República, siendo la primera mujer en asumir ese cargo desde la creación de la Contraloría en 1927.

## Biografía

### Familia y estudios
Nació el 3 de marzo de 1976, en Santiago. Está casada con Fabián López Paredes, mayor en retiro de Carabineros de Chile y piloto de helicópteros. La pareja tiene dos hijos.
Realizó su enseñanza secundaria en el Liceo Miguel de Cervantes y Saavedra en Santiago, egresando en 1992. Posteriormente, estudió Derecho en la Universidad de Chile, titulándose como abogada en abril de 2004. Al egresar de la Facultad de Derecho de la Universidad de Chile, obtuvo la distinción máxima en su examen de grado.
Cuenta con un Magíster en Gestión, con mención en Control, de la Pontificia Universidad Católica de Valparaiso (1996), y un Magíster en Gerencia y Políticas Públicas, de Universidad Adolfo Ibáñez (1998). Asimismo, es Diplomada en Derecho Administrativo Económico, con tres menciones: Regulación Económica, Servicios Públicos, y Medio Ambiente, de la Pontificia Universidad Católica de Chile (2002-2003), Diplomada en Inteligencia Artificial, por la misma universidad, y Diplomada en Prevención, Detección e Investigación de Fraude, de la Universidad de Chile

### Trayectoria profesional
Ha realizado clases de Derecho en la Universidad de Chile, la Pontificia Universidad Católica de Chile, la Universidad Diego Portales, entre otras.
Inició su trayectoria profesional en la Contraloría General de la República, donde trabajó como abogada informante en el Comité 3, parte de lo que solía ser la División de Vivienda, Urbanismo, Obras Públicas y Transportes, ahora conocida como la División de Infraestructura y Regulación.
Entre 2005 y 2006 se desempeñó como abogada informante en la Contraloría Regional de Magallanes y de la Antártica Chilena y, en 2007, se desempeñó como jefa de la Unidad de Toma de Razón y Registro en la sede regional de Valparaíso. En diciembre de ese año fue nombrada contralora regional de Valparaíso, cargo que ejerció hasta 2010. Posteriormente ascendió a subjefa de la División de Auditoría Administrativa y, más tarde, a jefa del Comité Empresas en la División Jurídica.
Entre marzo de 2014 y diciembre de 2015 se desempeñó como jefa de la División Jurídica del Ministerio de Educación, durante el segundo gobierno de Michelle Bachelet, liderando el equipo jurídico del ministerio. En algunas ocasiones ejerció funciones de subrogancia de la subsecretaria de Educación, Valentina Quiroga.
En enero de 2016 regresó a la Contraloría como jefa de gabinete del contralor general y, el 12 de septiembre de ese mismo año, fue designada subcontralora general de la República y jueza de cuentas. En su función, asumió distintas responsabilidades institucionales, entre las cuales destacan la coordinación de actividades protocolares y la gestión de comunicaciones oficiales, encargándose además de supervisar y presentar informes relativos a estas áreas conforme a las disposiciones internas vigentes. En 2018 se produjeron diferencias al interior de la Contraloría, entre ellas discrepancias en torno al uso de la imagen institucional en redes sociales y al personaje gráfico “Contralorito”, respecto del cual Pérez manifestó reparos por su contenido y por eventuales implicancias de derechos de autor. Según el testimonio que daría Pérez más tarde en tribunales, el contralor también se mostró molesto porque autoridades de gobierno la contactaban directamente a ella.
En agosto de 2018, el contralor general Jorge Bermúdez le solicitó la renuncia, luego de que se informara su citación como testigo por parte del Ministerio Público en el marco de la investigación por el denominado fraude en Carabineros, institución cuya fiscalización indirecta estaba asociada a una unidad que anteriormente había liderado. Ante esta decisión, Pérez presentó un recurso de protección por despido arbitrario, representada por el abogado Ciro Colombara. El recurso fue acogido por la Corte de Apelaciones y confirmado por la Corte Suprema, ordenando su restitución en el cargo. Tras su reincorporación, sus funciones fueron reasignadas, manteniéndose principalmente en el ámbito de su rol como jueza de cuentas.
De acuerdo con registros públicos, en su declaración de intereses de 2022, Pérez declaró haber adoptado medidas de abstención respecto de materias relacionadas con Carabineros debido al vínculo laboral previo de su cónyuge con esa institución.
Ejerció como contralora general en calidad de subrogante entre el 18 de diciembre de 2023 y el 4 de noviembre de 2024, ante la vacancia del cargo titular.
Tras ser nominada por el presidente de la República, Gabriel Boric Font, y siendo ratificada por el Senado de la República, desde el 6 de noviembre de 2024, Dorothy Pérez Gutiérrez ocupa el cargo de contralora General de la República por el período 2024-2032. Su nombramiento fue destacado por figuras públicas como la expresidenta Michelle Bachelet, quien valoró su trayectoria y compromiso con la transparencia.

## Gestión como Contralora General de la República
Desde su nombramiento en noviembre de 2024, Dorothy Pérez ha planteado como ejes de su gestión la modernización institucional, el fortalecimiento del control preventivo y la fiscalización en sectores como salud, educación y gobiernos locales. En su primer discurso oficial, abordó la necesidad de adecuar el funcionamiento de la Contraloría a los actuales estándares de transparencia y eficiencia en la administración pública.
Entre las acciones desarrolladas durante su gestión se encuentra una investigación sobre el uso fraudulento de licencias médicas por parte de funcionarios públicos, lo que originó el escándalo político denominado como Caso Licencias Médicas. Según datos entregados por la Contraloría, entre 2023 y 2024 se detectaron más de 25 000 casos de empleados públicos que habrían salido del país mientras se encontraban con licencia médica. Como resultado, se abrieron 6600 sumarios administrativos y se produjeron aproximadamente 1100 renuncias, algunas de ellas correspondientes a cargos de jerarquía.
La investigación se basó en el cruce de información entre registros de salidas del país proporcionados por la Policía de Investigaciones (PDI) y las licencias otorgadas por la Superintendencia de Seguridad Social (Suseso), revisando más de cinco millones de licencias médicas y más de un millón de registros migratorios.
En una exposición ante el Senado, Pérez planteó la necesidad de ampliar las atribuciones fiscalizadoras de la Contraloría, una propuesta que generó debate en el ámbito político y jurídico, con el objetivo de reforzar los mecanismos de fiscalización de los recursos estatales. La información recabada fue derivada al Ministerio Público y al Consejo de Defensa del Estado (CDE), para la eventual instrucción de sumarios y aplicación de medidas disciplinarias.

### Fiscalización cruzada de licencias médicas con casinos, parques y multas de tránsito
En junio de 2025, la Contraloría, inició una segunda fase del denominado «Caso Licencias Médicas». Esta nueva etapa amplió la investigación original —centrada en el cruce de licencias médicas con registros migratorios— mediante la incorporación de otras bases de datos, tales como ingresos a casinos, visitas a parques nacionales y multas de tránsito cursadas en regiones distintas al domicilio del funcionario durante el período de reposo médico.
La contralora explicó ante la Comisión Investigadora de la Cámara de Diputadas y Diputados que esta medida busca reforzar el control preventivo y «disuadir a los funcionarios públicos» que hacen uso indebido de licencias médicas. Según señaló, se han detectado casos de personas que, mientras declaraban reposo médico, participaban en actividades incompatibles con dicha condición, como asistir a casinos, recorrer parques o circular por carreteras fuera de su región de residencia.
Esta nueva etapa se enmarca como una continuación de la primera indagatoria desarrollada entre 2023 y 2024, la cual consistió en el cruce masivo de más de cinco millones de licencias médicas con alrededor de un millón de registros migratorios proporcionados por la Policía de Investigaciones (PDI). Dicha investigación permitió identificar a más de 25 000 funcionarios públicos que habrían abandonado el país mientras se encontraban con licencia médica. Como consecuencia, se instruyeron 6600 sumarios administrativos y se concretaron más de 1100 renuncias, incluyendo casos que afectaron a directivos del aparato estatal.